# Théâtre Satiricon
Pour les articles homonymes, voir Satyricon (homonymie).
Le Théâtre Satiricon ou Théâtre Satiricon – Arkadi Raïkine (en russe : Театр « Сатирикон » имени Аркадия Райкина), est un théâtre de Moscou, sous la direction de Konstantin Raïkine. Il est fondé en 1939 à Léningrad par Arkadi Raïkine et porte alors le nom de Théâtre des miniatures de Léningrad, avant de déménager à Moscou en 1982. C'est en 1987 qu'il est baptisé Satiricon. Le répertoire comprend des pièces satiriques et classiques. Le théâtre abrite une grande et une petite scène.

## Histoire
Arkadi Raïkine fonde en 1939 le Théâtre des miniatures de Léningrad  — plus tard appelé Théâtre des variétés et des miniatures de Léningrad — en fait, un théâtre de variété où Arkadi Raïkine est lui-même l'acteur principal.
Pendant la Grande Guerre patriotique, le théâtre contribue à remonter le moral des troupes en se produisant sur la ligne de front. Il parcourt des milliers de kilomètres, de la mer Baltique à Kouchk, de Novossibirsk à l'océan Pacifique. Les artistes jouent dans les aérodromes, sur les positions d'artilleries, sur le pont des navires de guerre, avec pour seul leitmotiv : « Battre les fascistes jusqu'à la victoire complète. Avec pour seules armes, celles de la satire. »
De 1946 à 1957, la troupe ne cesse les tournées dans toute l'URSS. À la fin des années 1950 Arkadi Raïkine commence des visites régulières en Europe de l'Est. Il est en 1957 en Pologne, en 1958 en Bulgarie et en Tchécoslovaquie, puis visite la Hongrie, l'Allemagne de l'Est, la Roumanie, la Yougoslavie, etc. Les propositions émanant d'impresario de théâtres étrangers ne manquent pas, la plupart des cas pour des prestations dansées ou vocales.
En ⁣⁣1964⁣⁣, la troupe visite l'Angleterre et le spectacle est alors retransmis à la télévision.
En 1981, Konstantin Raïkine, fils d'Arkadi, accompagné d'un groupe de jeunes gens, persuadent Raïkine père de déménager le théâtre à Moscou. Arkadi soumet la demande à Léonid Brejnev, qui lui donne alors son aval.
Une résolution est adoptée en 1983 pour que l'ancienne salle de cinéma « Tadjikistan » accueille dorénavant le théâtre Raïkine. Les travaux commencent pour adapter les nouveaux locaux et les améliorer. Ceux-ci prenant du retard, c'est la salle « La Havane » qui accueille les représentations de la troupe jusqu'en 1986.
En 1984 se joue le spectacle Des visages de Raïkine fils, qui se démarque de son père.
En 1987, le Théâtre d'État des miniatures est rebaptisé Théâtre d'État Satiricon, qui y accueille le monde de la satire et de l'humour, celui de la satiriste Nadejda Lokhvitskaïa — plus connue sous le pseudonyme de Teffi —, celui de Zochtchenko, et d'autres.
Dans l'immeuble reconstruit de l'ancien cinéma se joue le premier spectacle, la première de Que la paix soit en votre demeure, de Sémione Altschuler.
Le 17 décembre 1987, Arkadi Raïkine meurt. Devenu directeur du théâtre, Konstantin Raïkine cherche une nouvelle image pour le Satiricon, et se tourne progressivement vers un répertoire purement dramatique.
En 1988 on joue Les Bonnes de Jean Genet qui rencontre un succès retentissant. Le changement radical du répertoire est un pari gagnant pour Raïkine fils.
Le théâtre est de nouveau renommé en 1992. Il s'appelle dorénavant Théâtre d'État russe Satiricon - Arkadi Raïkine
En 1996 est monté le projet ambitieux de L'Opéra de quat'sous de Bertolt Brecht (mise en scène de Vladimir Machkov) pour le 85e anniversaire d'Arkadi Raïkine.
En 1998, le remarquable metteur en scène géorgien, Robert Stouroua, présente Hamlet, de William Shakespeare, avec Konstantin Raïkine dans le rôle-titre.
En 2002, nouvelle collaboration de Robert Stouroua qui met en scène une pièce peu connue de Carlo Goldoni, Théodore le Grincheux, renommée en Le Maître, señor Théodore. La même année, le théâtre invite le metteur en scène pétersbourgeois Iouri Boutoussov qui monte Macbett d'Eugène Ionesco.
Pour la première fois, en 2003, le théâtre se tourne vers les auteurs classiques russes. Konstantin Raïkine y monte une pièce d'Alexandre Ostrovski, « Une place lucrative ».
En 2004, le spectacle intitulé Le Pays de l'amour, d'après la pièce d'Alexandre Ostrovski : La Demoiselle des neiges, devient le porte-étendard d'une nouvelle génération d'artistes de théâtre au Satiricon, issus de l'École-studio MKhAT où ils ont suivi les cours de Konstantin Raïkine.
En 2009, après une pause forcée, Une place lucrative d'Alexandre Ostrovski est remise en scène, avec nombre de nouveaux acteurs.

## Répertoire
- 1984 — Des Visages, improvisations de Mikhaïl Michine, mise en scène de Valeri Fokine
- 1984 — « Que la paix soit en votre demeure », mise en scène d'Arkadi et Konstantin Raïkine
- 1988 — « Les Bonnes », de Jean Genet, mise en scène de Roman Viktiouk
- 1991 — « Le Roi nu », d'Evgueni Schwarz, mise en scène d'Alexandre Gorban
- 1992 — « Le Malade imaginaire », de Molière, mise en scène d'Alexandre Gorban
- 1994 — « La Locandiera », de Carlo Goldoni, mise en scène d'Alexandre Gorban
- 1994 — « Le Cocu magnifique », de Fernand Crommelynck, mise en scène de Piotr Fomenko
- 1995 — « La Métamorphose », de Franz Kafka, mise en scène de Valeri Fokine
- 1996 — « L'Opéra de quat'sous », de Bertolt Brecht, mise en scène de Vladimir Machkov
- 1996 — « Hamlet », de William Shakespeare, mise en scène de Robert Stouroua
- 2000 — « La Contrebasse », de Patrick Süskind, mise en scène d'Elena Nevejina
- 2001 — « Chantecler », d'Edmond Rostand, mise en scène de Konstantin Raïkine
- 2002 — « Le Maître, señor Théodore », d'après la pièce de Carlo Goldoni, « Théodore le Grincheux », mise en scène de Robert Stouroua
- 2002 — « Macbett », d'Eugène Ionesco, mise en scène de Iouri Boutoussov
- 2003 — « Une place lucrative », d'Alexandre Ostrovski, mise en scène de Konstantin Raïkine
- 2004 — « Richard III », de William Shakespeare, mise en scène de Iouri Boutoussov
- 2004 — « Le Pays de l'amour », d'après la pièce d'Alexandre Ostrovski, « La Demoiselle des neiges », mise en scène de Konstantin Raïkine
- 2005 — « Cosmétique de l'ennemi », d'Amélie Nothomb, mise en scène de Roman Kozak
- 2005 — « Le Roi Lear », de William Shakespeare, mise en scène de Iouri Boutoussov
- 2006 — « ABC de l'artiste », de Konstantin Raïkine
- 2007 — « The Beauty Queen of Leenane », de Martin McDonagh, mise en scène de Konstantin Raïkine
- 2007 — « The Lonesome West », de Martin McDonagh, mise en scène de Konstantin Raïkine
- 2008 — « Le Monstre turquin », de Carlo Gozzi, mise en scène de Konstantin Raïkine
- 2008 — « Ce n'est pas carnaval pour tous les chats » (en russe : Не всё коту масленица), d'Alexandre Ostrovski, mise en scène d'Alla Pokrovskaïa et Sergueï Chentalinski
- 2009 — « Une place lucrative », d'Alexandre Ostrovski, mise en scène de Konstantin Raïkine
- 2009 — « Les Peupliers et le vent », d'après la pièce de Gérald Sibleyras, « Le Vent des peupliers », mise en scène de Konstantin Raïkine
- 2010 — « Les Émigrés », de Sławomir Mrożek, mise en scène de Sergueï Chtchedrine
- 2010 — « L'Argent », d'après la pièce d'Alexandre Ostrovski, « Sans un sou, puis soudain la fortune » (en russe : Не было ни гроша, да вдруг алтын), mise en scène de Konstantin Raïkine
- 2010 — « Konstantin Raïkine. Une soirée avec Dostoïevski », mise en scène des Carnets du sous-sol de Fiodor Dostoïevski, mis en scène de Valeri Fokine, entre autres.
- 2010 — « La Paix du dimanche », de John Osborne, mise en scène de Iakov Lomkine
- 2011 — « La Mouette », d'Anton Tchekhov, mise en scène de Iouri Boutoussov
- 2011 — « Les Petites Tragédies de Pouchkine », d'après Les Petites Tragédies d'Alexandre Pouchkine, mise en scène de Viktor Ryjakov, entre autres.
- 2011 — « Jubilé des concerts du soir », pour les 100 ans d'Arkadi Raïkine
- 2012 — « La Carpe et le cochon » (en russe : Карасёнок и Поросёнок), de Iouri Klavdiev et Anastasia Moskalenko, mise en scène d'Elena Boutenko-Raïkine.